# Maison du Pléban à Dinant
 (décembre 2010).
Si vous disposez d'ouvrages ou d'articles de référence ou si vous connaissez des sites web de qualité traitant du thème abordé ici, merci de compléter l'article en donnant les références utiles à sa vérifiabilité et en les liant à la section « Notes et références ».
La Maison du Pléban est un édifice en pan-de-bois située à Dinant, à proximité de la Collégiale. Construite en 1585, comme annexe d'une maison plus ancienne, elle fait partie des plus anciennes bâtisses de la ville. À la suite de son classement en 1980, elle est entièrement rénovée par l'architecte Gérard Clarenne dans une démarche de restauration fidèle à ce qu'était l'état primitif. Le nom « Plébans » vient probablement du fait que cette maison aurait accueilli les plébans, assistants en tant que prêtres au Doyen du Chapitre.
Aujourd'hui, la Maison du Pléban accueille un musée destiné à la musique et est plus connue sous le nom de "Musée de la Pataphonie".

## Historique
Une première maison en pan-de-bois est construite en 1493-94. Cette date est connue grâce à une étude dendrochronologique menée par monsieur Patrick Hoffsummer. Elle subit de nombreuses transformations au cours du temps dont une particulièrement importante qui est l'agrandissement de la maison d'une annexe à droite, la Maison du Pléban.

Celle-ci connaît également des rénovations, particulièrement au niveau des baies. 
Prise pour domicile par de nombreuses familles durant des siècles, elle est par la suite à l'abandon pendant dix ans au point qu'en 1980, la commune de Dinant décide sa destruction compte tenu de son état de délabrement. Les habitants de la ville vont alors entamer une procédure dans le but d'empêcher la disparition de ce témoin précieux du patrimoine architectural ancien. Finalement, l'édifice est classé à la suite de la décision de la Commission Royale des Monuments, Sites et Fouilles et la procédure de restauration est lancée. 

## Composition
La façade de la maison est divisée en deux grandes parties; un rez-de-chaussée en moellon de calcaire et un étage en colombage avec décharges en croix de saint-André. L'état actuel de la partie en pan-de-bois est le plus proche possible de celui de la construction tandis que le premier niveau est modifié dans les ouvertures. 
À l'intérieur, l'accès se faisait autrefois par une cage d'escalier liée à la maison principale. Cet escalier fait partie des traces anciennes que l'on peut apprécier au cours de la visite. Celles-ci sont précieusement conservées et mises en évidence comme des murs de torchis primitifs ou encore les restes d'une cheminée. 

## Style
La Maison du Pléban, bien que située en ville, se rapproche du style rural par sa sobriété. L'ornementation se situe dans le nombre et la disposition des décharges en croix de saint-André. La complexité de cette ossature par rapport à celle de la maison principale à gauche montre une évolution stylistique entre le XVe et le XVIe siècle.